# Norway Chess
Norway Chess es un torneo cerrado de ajedrez. La primera edición tuvo lugar en el Stavanger área, Noruega, del 7 al 18 de mayo de 2013. Norway Chess 2015 fue celebrado en  junio de 2015 y era parte del Grand Chess Tour inaugural. En enero de 2016, el torneo se retiró del Grand Chess Tour por diferencias sobre el futuro de los supertorneos y patrocinadores. Hay sólo 5 personas que han ganado este torneo en su modalidad clásica: Karjakin (2013 y 2014), Topalov (2015), Magnus Carlsen (2016, 2019 y 2020) Levon Aronian (2017) y Fabiano Caruana (2018)

## Ganadores
| # | Year | Winner (classical) | Winner (blitz)         |
| - | ---- | ------------------ | ---------------------- |
| 1 | 2013 | Serguéi Kariakin   | Serguéi Kariakin       |
| 2 | 2014 | Serguéi Kariakin   | Magnus Carlsen         |
| 3 | 2015 | Veselin Topalov    | Maxime Vachier-Lagrave |
| 4 | 2016 | Magnus Carlsen     | Magnus Carlsen         |
| 5 | 2017 | Levon Aronian      | Magnus Carlsen         |
| 6 | 2018 | Fabiano Caruana    | Wesley So              |
| 7 | 2019 | Magnus Carlsen     | Maxime Vachier-Lagrave |
| 8 | 2020 | Magnus Carlsen     | –                      |
| 9 | 2021 | Magnus Carlsen     | –                      |

## Torneos por año

### 2019

#### Modalidad clásica
Las bases del torneo del 2019 fueron bastante vanguardistas. Los jugadores ganaban 2 puntos por victoria, y 0 por derrota. En el caso de empate, los jugadores irían a un Armageddon con 10 minutos para las blancas y 7 minutos para las negras, con las blancas obligadas a ganar. Los jugadores  ganaban 1½ si empataban y ganaban el Armageddon, y ½ punto si empataban y perdían el armageddon.
El torneo fue ganado por Carlsen, quien no perdió ninguna partida clásica, seguido de Aronian y Yu Yangyi empatados en 2º-3º.

### 2020
Como en 2019, seguía un Armageddon si la partida clásica terminaba en tablas. El sistema de puntos estuvo alterado para otorgar 3 puntos por partida ganada, 0 puntos por partida perdida, 1½ para tablas y victoria en Armageddon y 1 tablas y derrota en Armageddon. El torneo fue ganado, igual que en la versión de 2019, por Magnus Carlsen; seguido de la joven promesa Alireza Firuzja, de 17 años en su primera actuación en el Norway Chess; y Levon Aronian en tercer lugar.

### 2021
El Norway Chess de 2021 se celebró entre el 7 y el 17 de septiembre de 2021. Los jugadores fueron sólo 6, debido a las dificultades presentadas por la pandemia de covid: Magnus Carlsen, Yan Nepómniashchi, Richard Rapport, Alireza Firouzja, Sergei Karjakin y Aryan Tari. El sistema de puntuación fue el mismo que la edición de 2020. Fue la última vez que se enfrentaron Carlsen y Nepómniashchi antes del Campeonato Mundial de 2021, en el cual este último es el retador. El torneo fue ganado por Carlsen, seguido de Firouzja (quien comenzó muy mal el torneo, pero en la segunda mitad logró recuperarse, y anotar dos rachas de 2 victorias seguidas) y Rapport (quien se mantuvo líder por gran parte del torneo) en tercer lugar. Nepómniashchi, Karjakin y Tari (respectivamente) completaron la tabla final.